# DRIFTS
Der Begriff DRIFTS (englisch diffuse reflectance infrared fourier transform spectroscopy, dt. »diffuse Reflexions-Fouriertransformationsinfrarotspektroskopie«) bezeichnet eine Methode der Infrarotspektroskopie mittels FTIR-Spektrometer, bei der die diffuse Reflexion einer Probe gemessen wird, daher auch verallgemeinert Diffuse-Reflexions-Spektroskopie (DR-Spektroskopie) genannt.

## Aufbau und Auswertung
Infrarotes Licht einer thermischen Quelle (siehe z. B. Globar) wird zur spektralen Auflösung durch ein
FTIR-Spektrometer geführt und dann auf eine Probe fokussiert. Dort treten zwei Effekte auf, die sich bei rauer Probenoberfläche experimentell nicht einfach trennen lassen:
- Ein Teil der Strahlung wird an Oberflächen spiegelnd reflektiert.
- Ein anderer Teil der Strahlung ist in die Probe eingedrungen, wird dort meist mehrfach gestreut und tritt, falls es nicht unterwegs absorbiert wurde, wieder durch die Oberfläche aus. Diese in einen großen Raumwinkel abgegebene Strahlung wird mit einem entsprechenden Reflektor auf den Detektor des Spektrometers fokussiert.

Auch wenn die Reproduzierbarkeit bei sorgfältiger Probenpräparation gegeben ist, ist eine exakte quantitative Auswertung nicht möglich. Allerdings wurden verschiedene semiquantitative Modelle entwickelt. Am häufigsten wird die Kubelka-Munk-Theorie verwendet, in der der spektrale Reflexionsgrad der Probe auf zwei wellenlängenabhängige Materialkonstanten, den Absorptions- und den Streukoeffizienten, zurückgeführt wird. Der Theorie liegt ein eindimensionales System zu Grunde, sodass die gemessenen Koeffizienten nur unter weiteren Annahmen, die in der Praxis selten erfüllt sind, auf mikroskopische Größen schließen lassen.

## Anwendung
Neben der hohen Signalintensität der Fourier-spektroskopischen Methode gegenüber Monochromator-Spektrometern bietet die diffuse Reflexion weitere Vorteile gegenüber einer Transmissionsmessung. So erlaubt sie etwa die Untersuchung stark streuender oder absorbierende Proben, wie Textilien, Lackschichten, Schäume, Papier. Zudem ist keine Probenpräparation erforderlich, weshalb Pulver direkt gemessen werden können. Dies ist ein entscheidender Vorteil vor allem bei empfindlichen Proben, so bei Katalysator-Pellets (beispielsweise aus Zeolithen) bei denen eine Probenpräparation die Reaktionsbedingungen verfälscht.